# Pomni imja svoё
Pomni imja svoё (Помни имя своё) è un film del 1974 diretto da Sergej Nikolaevič Kolosov.

## Trama
Il film è basato sulla vera storia di una madre russa, separata dal suo bambino ad Auschwitz. Dopo aver attraversato tutti i tormenti dell'inferno fascista, trova finalmente suo figlio, che è stato salvato da una donna polacca.